# Amelia Pittock
Amelia Pittock, née le 25 juillet 1983 à Dromana, est une joueuse professionnelle de squash représentant l'Australie. Elle atteint en mars 2006 la 26e place mondiale, son meilleur classement. Elle est championne d'Australie en 2005 et 2020.
Elle fait partie de l'équipe australienne championne du monde en 2004 à Amsterdam.
Elle vit avec Rodney Martin, ancien champion du monde et  ils ont un fils.

## Palmarès

### Titres
- Championnats d'Australie : 2 titres (2005, 2020)
- Championnats du monde par équipes : 2004

### Finales
- Australian Open : 2 finales (2004, 2005)